# Couvent de Rapperswil
Pour les articles homonymes, voir Couvent des Capucins.
Le couvent de Rapperswil (Kloster Rapperswil) est un couvent de capucins fondé en 1606 à Rapperswil dans le canton de Saint-Gall (Suisse). Il est réputé pour sa roseraie et sa grotte de saint Antoine de Padoue.
Il est inscrit comme bien culturel d'importance régionale du canton de Saint-Gall.